# Писани, Сандра
Алекса́ндра Джейн (Са́ндра) Писа́ни (англ. Alexandra Jane (Sandra) Pisani; 23 января 1959, Австралия — 19 апреля 2022, Аделаида) — австралийская хоккеистка на траве, полевой игрок, тренер, селекционер. Олимпийская чемпионка 1988 года, участница летних Олимпийских игр 1984 года, бронзовый призёр чемпионата мира 1983 года.

## Биография

### Игровая карьера
В 1976 году дебютировала в клубе «Бёрнсайд». В его составе восемь раз за 15 лет попала в сборную премьер-лиги Южной Австралии (1976—1977, 1979—1980, 1982, 1985—1986, 1990). В 1991 году перебралась в Аделаиду, в течение шести лет выступала за местную команду. Восемь раз становилась чемпионкой штата, дважды признавалась лучшим игроком Южной Австралии. В течение 12 лет играла за «Саутерн Санс», представлявшую Южную Австралию в чемпионате страны, пять лет была капитаном команды.
В 1981 году дебютировала в женской сборной Австралии, сыграв на чемпионате мира в Буэнос-Айресе.
В 1983 году завоевала бронзовую медаль чемпионата мира в Куала-Лумпуре.
В 1984 году вошла в состав женской сборной Австралии по хоккею на траве на летних Олимпийских играх в Лос-Анджелесе, занявшей 4-е место. Играла в поле, провела 5 матчей, забила 1 мяч в ворота сборной ФРГ.
В 1987 году завоевала серебряную медаль Трофея чемпионов.
В 1988 году вошла в состав женской сборной Австралии по хоккею на траве на летних Олимпийских играх в Сеуле и завоевала золотую медаль. Играла в поле, провела 2 матча, мячей не забивала.
12 июня 1989 года награждена медалью ордена Австралии за заслуги перед хоккеем на траве.
В течение карьеры провела за сборную Австралии 85 матчей. В 1985—1987 годах была её капитаном.
В июне 2000 года была награждена Австралийской спортивной медалью.
В 2003 году получила награду Зала спортивной славы Австралии.

### Тренерская карьера
В 1991—1994 годах была играющим тренером команды Аделаиды. В дальнейшем в течение двух лет тренировала «Вудвилл». В 2011 году была главным тренером «Саутерн Санс», в 2012 году стала ассистентом главного тренера, в 2013 году — менеджером.
В 1993 и 2012 годах была признана лучшим хоккейным тренером Южной Австралии.
С 1990-х годов работала селекционером, тренером и менеджером команды Южной Австралии.
В 1993—2000 годах была старшим селекционером женской сборной Австралии, которая в этот период дважды выигрывала золотые медали летних Олимпийских игр в Атланте и Сиднее.
В 2012 году стала национальным селекционером молодёжных сборных.
В 2014 году была менеджером женской сборной Австралии в турне по Китаю и Японии.
Умерла 19 апреля 2022 года в Аделаиде после более чем двухлетней борьбы с раком.

## Увековечение
В 2002 году стала пожизненным членом клуба «Бёрнсайд».
В 2015 году введена в Зал спортивной славы Южной Австралии.